# Veterinarski zavod Zemun
Veterinarski zavod Zemun (code BELEX : VETZ) est une entreprise serbe qui a son siège social à Zemun, un quartier de Belgrade, la capitale de la Serbie. Elle travaille dans le secteur des produits vétérinaires.

## Histoire
Veterinarski zavod Zemun a été admise au marché non réglementé de la Bourse de Belgrade le 19 décembre 2006 ; elle en a été exclue le 21 août 2012 et admise au marché réglementé.

## Activités
Veterinarski zavod Zemun, spécialisée dans les produits pour la médecine vétérinaire, produit des vaccins pour les volailles, les porcs, les bovins, les moutons, les chevaux, les chiens, les chats et les lapins, ainsi que des agents chimiques d'aide au diagnostic en cas d'infection. Elle propose également des médicaments, comme les antibiotiques et les sulfamides, des désinfectants, des antiparasitaires, des préparations dermatologiques, ainsi que des insecticides et des rodenticides. La société est également engagée dans la nourriture pour les animaux.

## Données boursières
Le 21 juin 2013, l'action de Veterinarski zavod Zemun valait 2 410 RSD (21,04 EUR). Elle a connu son cours le plus élevé, soit 15 004 RSD (130,99 EUR), le 29 mars 2007 et son cours le plus bas, soit 2 410 RSD (21,04 EUR), le 23 septembre 2011.
Le capital de Veterinarski zavod Zemun est détenu à hauteur de 92,94 % par Zekstra grupa-Zekstra d.o.o..